# Ducatul de Gaeta

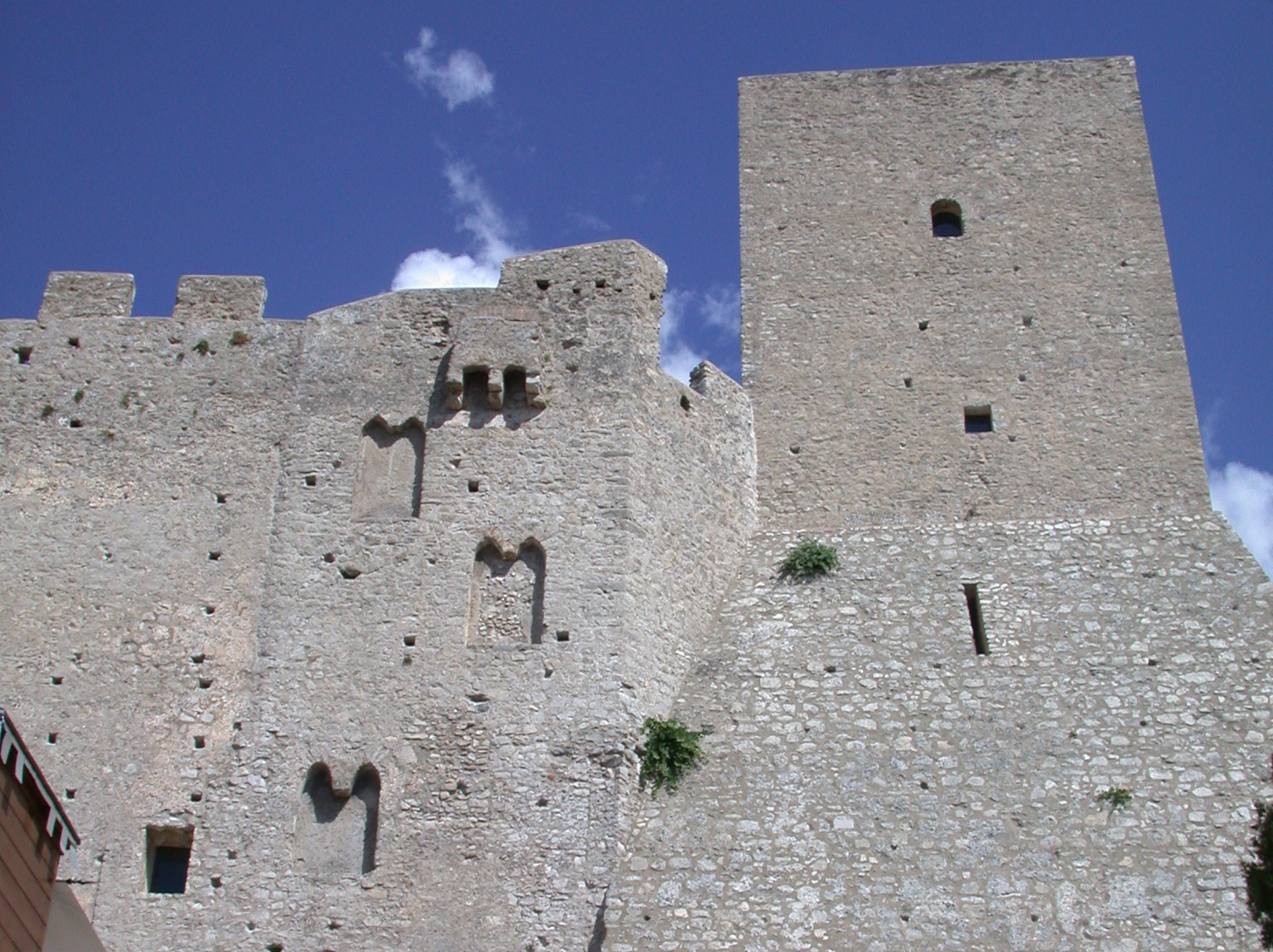
Turnul castelului din Itri, atribuit lui Docibilis I.

Ducatul de Gaeta a fost un stat din Evul Mediu timpuriu axat în jurul orașului Gaeta din sudul Italiei. El a apărut la începutul secolului al IX-lea, în condițiile unei crescânde autonomii a comunității locale pe măsură ce puterea bizantină în Italia se reducea din cauza incursiunilor longobarzilor și sarazinilor.
Sursa primară pentru istoria Gaetei în perioada sa ducală o constituie Codex Caietanus, o colecție de privilegii care păstrează în mare detaliu istoria celor din Gaeta, mult mai bine decât este cazul pentru statele de coastă vecine, precum Ducatul de Neapole, Republica Amalfi, și Ducatul de Sorrento. Totuși, spre deosebire de aceste state-surori, Gaeta nu a fost niciodată un centru de mare importanță comercială. În anul 778, Gaeta a fost sediul din care patrikios bizantin de Sicilia dirija campania împotriva invadatorilor sarazini din Campania.

## Familia Docibilienilor

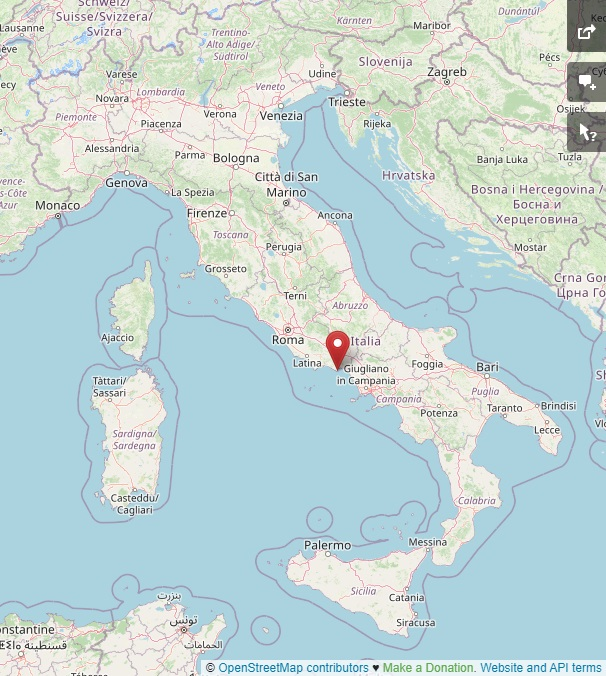

Primul hypatos (consul) bizantin de Gaeta, Constantin, care l-a asociat la guvernare pe fiul său Marin I, a fost de fapt un agent bizantin și totodată vasal al ducelui Andrei al II-lea de Neapole. Constantin a apărat orașul în fața ravagiilor piraților musulmani și l-a fortificat, construind și castele împrejurul acestuia. El a fost înlocuit în funcție, probabil prin violență, de către Docibilis I, care a constituit practic o dinastie și a transformat Gaeta într-o formațiune statală independentă de facto.
Conducătorii Docibilieni s-au preocupat în primul rând să promoveze interesele Gaetei prin încheierea de alianțe cu orice putere care era capabilă de aceasta. Când au avut ocazia, ei și-au raliat forțele sarazinilor împotriva vecinilor lor creștini, însă și invers, forțele Papalității împotriva piraților musulmani în bătălia de la Ostia din 849. Ei au construit un masiv palat și au asigurat creșterea prestigiului și prosperității cetății. Locuitorii din Gaeta s-au menținut nominal ca supuși ai Bizanțului până la jumătatea secolului al X-lea, luptând sub stindardul bizantin în bătălia de la Garigliano din 915. Principala realizare a Docibilienilor a fost însă sustragerea Gaetei de sub dominația Ducatului de Neapole.
Docibilis al II-lea (d. 954) a fost primul care a preluat titlul de dux în anul 933. El a fost martorul apogeului Gaetei, dar totodată și al începutului procesului de slăbire a ei. El a oferit orașul Fondi celui de al doilea fiu al său, Marin al II-lea odată cu titlul echivalent de duce, creând astfel un precedent în partiționarea ducatului de Gaeta, fapt care a corodat autoritatea ducală în timp.

## Declinul puterii ducale
În anul 962, Gaeta s-a pus sub conducerea lui Pandulf Cap de Fier de Capua, principele longobard de Capua. Cu toate acestea, în 963 doar conducătorii municipali sunt menționați în textul privilegiilor. În 976, împăratul german Otto al II-lea și papa Benedict al VII-lea erau suzeranii recunoscuți ai Gaetei. Era vorba de o răsturnare completă de situație, dat fiind că asumarea titlului ducal de către împăratul occidental venea să o înlocuiască pe cea a basileului de la Constantinopol.
Gaeta a decăzut ca importanță în a doua parte a secolului al X-lea și începutul celui următor. În 1012, o succesiune de crize au adâncit această slăbire a sa. Ioan al IV-lea a murit, lăsând un fiu avut cu soția sa Sichelgaita, soră a ducelui Sergiu al IV-lea de Neapole. Acest tânăr, Ioan al V-lea, a guvernat sub disputata regeneță a bunicii sale, Emilia. Unchiul său, Leon I a uzurpat ducatul, pentru a fi înlocuit după doar câteva luni, în vreme ce celălalt unchi, Leon al II-lea, lupta cu Emilia pentru regență. Abia în 1025 această criză a fost rezolvată. După aceea, Ioan al V-lea l-a adăpostit pe fugarul Sergiu al IV-lea de Neapole și l-a sprijinit în recucerirea orașului, cu sprijinul mercenarilor normanzi. Pentru această poziție, Ioan al V-lea și-a atras dușmănia principelui longobard Pandulf al IV-lea de Capua, iar ducatul de Gaeta a fost cucerit de noul inamic în anul 1032. Dinastia locală, descendentă din vechii Docibilieni, nu va mai reuși niciodată să recupereze ducatul.

## Stăpânirea longobardă
Așadar, Gaeta a fost cucerită de către longobarzi în 1032. În 1038, cuceritorul său, Pandulf de Capua, a fost depus și înlocuit de către principele Guaimar al IV-lea de Salerno. Guaimar nu a guvernat personal, punându-l la conducere pe mercenarul normand Rainulf Drengot, cu titlul de duce. La moartea acestuia din urmă (în 1045), locuitorii din Gaeta și-au ales propriul lor candidat din rândul longobarzilor, pe Atenulf I, până în acel moment conte de Aquino.
Sub Atenulf și sub fiul acestuia, Atenulf al II-lea, Gaeta s-a menținut practic independentă, însă conducătorii normanzi din Capua Richard I și fiul său Iordan au supus din nou Gaeta în anul 1058 și apoi din nou, în 1062. În 1064, conducătorul longobard a fost alungat și un normand, Guillaume de Montreuil, i-a luat locul și s-a căsătorit cu văduva longobardă a lui Atenulf I, Maria, totodată fiică a lui Pandulf al IV-lea de Capua.

## Stăpânirea normandă
Conducătorii normanzi din sudul Italiei au numit duci de Gaeta din diferite familii locale cu oarecare proeminență, în special normanzi, până la 1140, când ultimul duce originar din Gaeta s-a stins, lăsând orașul în mâinile regelui Roger al II-lea al Siciliei, căruia i se adresase încă din 1135.
Primul duce normand după scurta domnie a lui Rainulf Drengot din vremea lui Guaimar de Salerno a fost Guillaume de Montreuil, numit în 1064. Acesta a căutat să își legitimeze domnia prin căsătoria cu văduva predecesorului său longobard, însă după alungarea sa de către Richard I de Capua, nu mai era necesar pentru ducii ulteriori să se auto-legitimeze: normanzii își impuseseră puterea.
De la 1067 sau 1068 până la 1091, Gaeta a fost guvernată de către familia normandă Ridello. Geoffroi Ridello a guvernat de la Pontecorvo, însă cei din Gaeta nu renunțaseră la amintirea independenței din trecut. Astfel, la moartea lui Iordan I de Capua, Gaeta s-a revoltat împotriva conducerii normande și la conducere a ajuns Landulf ca duce. Acesta s-a menținut cu succes la conducere până în 1103, dat fiind că principele normand de Capua, Richard al II-lea, fusese exilat din capitala sa. În 1103, Guillaume Blosseville a cucerit orașul și a fost, la rândul său, supus lui Richard de Aquila în 1105. Richard al II-lea a fost duce independent de facto, ca și succesorii săi. Moartea lui Iordan I a marcat subminarea autorității familiei normande Drengot, fapt care a produs mari efecte pentru Gaeta. În cele din urmă, în 1135, Richard de Caleno a fost nevoit să se supună regelui Roger al II-lea al Siciliei, care l-a silit și pe ultimul principe de Capua, Robert al II-lea să se supună în același an.